# Brenthis semiobscurata
Brenthis semiobscurata är en fjärilsart som beskrevs av François Picard 1945. Brenthis semiobscurata ingår i släktet Brenthis och familjen praktfjärilar. Inga underarter finns listade i Catalogue of Life.